# Sinumelon pumilio
Sinumelon pumilio är en snäckart som beskrevs av Tom Iredale 1937. Sinumelon pumilio ingår i släktet Sinumelon och familjen Camaenidae. Inga underarter finns listade i Catalogue of Life.